# Stankovo
Stankovo je naselje v Občini Brežice.